# پاییز (فیلم ۱۹۹۹)
«پاییز» (انگلیسی: The Fall (1999 film)) یک فیلم به کارگردانی اندرو پیدینگتون است که در سال ۱۹۹۹ منتشر شد.